# Masato Kawaguchi
Masato Kawaguchi (japanisch 川口 正人 Kawaguchi Masato; * 18. Juni 1981 in der Präfektur Tokio) ist ein ehemaliger japanischer Fußballspieler.

## Karriere
Kawaguchi erlernte das Fußballspielen in der Jugendmannschaft von Yokohama Flügels und Yokohama F. Marinos. Seinen ersten Vertrag unterschrieb er 2000 bei den Kyoto Purple Sanga. Der Verein spielte in der höchsten Liga des Landes, der J1 League. Am Ende der Saison 2000 stieg der Verein in die J2 League ab. 2002 wechselte er zum Ligakonkurrenten Albirex Niigata. 2003 wechselte er zum Drittligisten Otsuka Pharmaceutical. Für den Verein absolvierte er 22 Spiele. 2005 wechselte er zum Ligakonkurrenten Mitsubishi Mizushima FC. Für den Verein absolvierte er 138 Spiele. Ende 2009 beendete er seine Karriere als Fußballspieler.